# マリーア・クリスティーナ・ディ・ボルボーネ＝ドゥエ・シチリエ (1877-1947)
マリーア・クリスティーナ・ディ・ボルボーネ＝ドゥエ・シチリエ（Maria Cristina di Borbone-Due Sicilie, 1877年4月10日 - 1947年10月4日）は、イタリアのブルボン＝シチリア家の王女で、トスカーナ大公家家長ペーター・フェルディナントの妃。
ドイツ語名はマリア・クリスティーナ・フォン・ブルボン＝ジツィーリエン（Maria Christina von Bourbon-Sizilien）。

## 生涯
両シチリア王家家長カゼルタ伯アルフォンソとその妻の両シチリア王女マリーア・アントニエッタの間の次女として生まれた。
1900年11月8日にカンヌにおいて、最後のトスカーナ大公フェルディナンド4世の三男ペーター・フェルディナント大公と結婚した。1942年、夫がトスカーナ大公家の家督を引き継ぐと同時に、マリーア・クリスティーナも名目上のトスカーナ大公妃とされた。
1947年にザンクト・ギルゲンにおいて70歳で亡くなった。

## 子女
夫との間に4人の子女をもうけた。
- ゴットフリート（英語版）（1902年 - 1984年） - トスカーナ大公家家長、1938年にバイエルン王女ドロテア（フランス語版）[注釈 1]と結婚
- ヘレーネ（英語版）（1903年 - 1924年） - 1923年、ヴュルテンベルク王家家長フィリップ・アルブレヒトと結婚
- ゲオルク（フランス語版）（1905年 - 1952年） - 1936年、ヴァルトブルク・ツー・ツァイル・ウント・ホーエネムス女伯マリー・ヴァレリー[注釈 2]と結婚
- ローザ（英語版）（1906年 - 1983年） - ヴュルテンベルク王家家長フィリップ・アルブレヒト（姉の寡夫）と結婚